# الطراد السوفيتي الأدميرال إيزاكوف
الأدميرال إيزاكوف (بالروسية: Адмирал Исаков)‏ كان طراد من الفئة 2 كريستا في البحرية السوفيتية ولفترة وجيزة في البحرية الروسية، سمي بالادميرال السوفياتي ايفان ايزاكوف. السفينة الثانية من فئتها، خدمت خلال الحرب الباردة منذ تكليفها في عام 1970.
كانت إيزاكوف جزءًا من الأسطول الشمالي طوال فترة خدمتها، وغالبًا ما كانت تعمل في المحيط الأطلسي والبحر الأبيض المتوسط. سافرت إلى المحيط الأطلسي والبحر الأبيض المتوسط في 1971-1972 و 1973 و 1975، وشاركت في تمرين أوكين -75، وخضعت لعملية تجديد بين 1977 و 1980. بعد خروجها من التجديد، شاركت السفينة في تمرين الأسلحة المشترك شكيت -82 ثم في المحيط الأطلسي والمتوسط خلال عامي 1982 و 1983، قبل خضوعها لتجديد آخر بين عامي 1986 و 1990. تم إيقاف تشغيلها في عام 1993 قبل بيعها خردة بسبب انخفاض التمويل البحري، لكنها غرقت تحت القطر في طريقها إلى الهند للتخلص منها بعد عام.

## التصميم

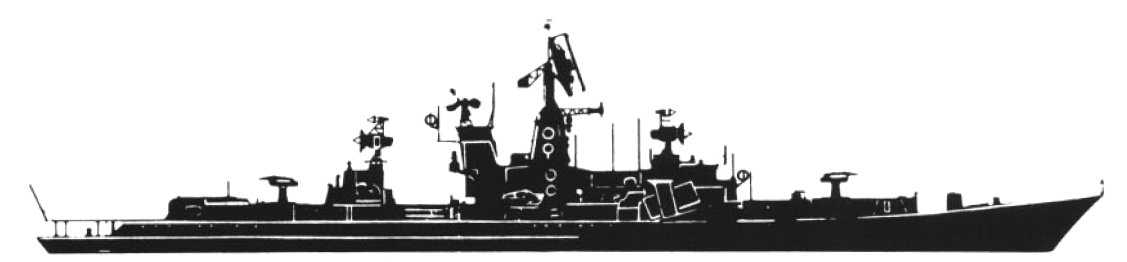
رسم جانبي أنتجته البحرية الأمريكية لطراد من طراز كريستا 2

كانت الأدميرال إيزاكوف ثاني سفينة من فئتها المكونة من عشرة طرادات من مشروع التصنيف السوفيتي 1134أ بيركوت أ (اسم الناتو الذي يدعى فئة كريستا 2)، والتي صممها فاسيلي أنيكاييف. تم تسميتها باسم إيفان إيساكوف، أميرال سوفياتي قاد القوات البحرية خلال الحرب العالمية الثانية.  وقد تم تصميم هذه الفئة كسفن كبيرة مضادة للغواصات وكان الهدف الأولي لها هو مواجهة غواصات الصواريخ البالستية لحلف شمال الاطلسي، وخاصة بحرية الولايات المتحدة الأمريكية أسطول بولاريس. ومع ذلك، قبل أن يبدأ بناء السفن، قام القائد العام للبحرية السوفيتية الأدميرال سيرجي جورشكوف بتغيير دور السفن إلى دور تدمير الغواصات الهجومية التابعة للناتو للسماح لغواصات الصواريخ البالستية فئة يانكي السوفيتية بالوصول إلى وسط المحيط الأطلسي والمحيط الهادئ، حيث يمكن لها إطلاق صواريخها الباليستية قصيرة المدى نسبيًا ضد أهداف في الولايات المتحدة.  
كطراد من فئة كريستا 2، كان طول الأدميرال إيزاكوف 156.5 متر (513 قدم) مع شعاع 17.2 متر (56 قدم) وغاطس 5.96 متر (19.6 قدم). وإزاحة 5,640 طن متري (5,551 طن كبير) و 7,575 طن متري (7,455 طن كبير) حمولة كاملة،  وكان لديها مكمل 343. تم تجهيز السفينة بحظيرة خلفية لحمل مروحية كاموف كا -25 هورمون-أ واحدة.  
تم دفع الأدميرال إيزاكوف بواسطة اثنين من التوربينات البخارية TV-12 التي تعمل بأربع غلايات عالية الضغط، والتي خلقت 91,000 shaft حصان (68,000 كـو) ، مما يمنحها سرعة قصوى تبلغ 34 عقدة (63 كم/س؛ 39 ميل/س). كان لديها مدى 5,200 ميل بحري (9,600 كـم؛ 6,000 ميل) عند 18 عقدة (33 كم/س؛ 21 ميل/س) و1,754.86 ميل بحري (3,250.00 كـم؛ 2,019.46 ميل) عند 32 عقدة (59 كم/س؛ 37 ميل/س).  

### التسلح
لدورها الأساسي كطراد مضاد للغواصات، جهزت الأدميرال إيزاكوف بقاذفتين رباعيتين لثمانية صواريخ مضادة للغواصات (اسم حلف شمال الأطلسيSS-N-14 Silex). وقد تم تجهيزها أيضًا بقاذفتي صواريخ من طراز RBU-6000 واثنتين من قاذفات الصواريخ من طراز RBU-1000 ذات 6 أسطوانات.  كانت مروحية كاموف كا -25 قادرة أيضًا على المساعدة في البحث وتدمير الغواصات. 
لمواجهة التهديدات الجوية، كانت الأدميرال إيزاكوف مسلحة بإجمالي أربع بنادق أيه كي-725 عيار 57 مليمتر (2.2 بوصة) في حوامل مزدوجة. كان لديها أيضا أربع بنادق أيه كي-630 عيار 30 مليمتر (1.2 بوصة) نظام أسلحة القتال القريب، وكانت مسلحة بقاذفتين مزدوجتين لصواريخ أرض-جو نوع في-611 محمولة في نظام أم-11 شتورم. وجهزت بحوامل خماسية لطوربيدات ثنائية الدورعيار 533 مليمتر (21.0 بوصة). 

### أجهزة الاستشعار
تم تجهيز الأدميرال إيساكوف بنظام الإنذار المبكر رادار البحث الجوي إم أر-600 فوسخود (اسم الناتو توب سيل)، ورادار البحث إم أر-310يو أنجارا-إم (اسم الناتو هيد نيت سي)، والرادار الملاحي فولغا (اسم الناتو دون كاي و دون-2). بالإضافة إلى السونار إم جي-332تي تيتان-2تي المضاد للغواصات. وزودت باثنين من أنظمة التحكم في الحريق. كان للأدميرال إيزاكوف مجموعة اتصالات إم جي-26.    باعتبارها واحدة من السفن الأربع الأولى في فئتها، افتقرت الأدميرال إيزاكوف إلى نظام فيمبل للتحكم في الحرائق، واعتمدت على النظام اليدوي لـ أيه كي-630. 
تضمنت معداتها للحرب الإلكترونية إم أر بي-15-16 زاليف ومجموعتين من أنظمة تحديد الاتجاه إم أر بي-11-12 و إم أر بي-13-14 ، بالإضافة إلى أجهزة التشويش على الرادار إم أر بي-150 غورزوف أيه و إم أر بي-152 غورزوف بي. 

## البناء والمسيرة
في 29 ديسمبر 1967، أضيفت الأميرال إيزاكوف إلى قائمة سفن البحرية السوفيتية. بنيت في حوض السفن زدانوف في لينينغراد بالرقم التسلسلي 722، تم وضع عارضة الطراد في 15 يناير 1968 وتم إطلاقه في 22 نوفمبر من ذلك العام. تم رفع علم البحرية السوفيتية لأول مرة على السفينة في 16 أغسطس 1970، وتم تقديم الأدميرال إيزاكوف للاختبار الحكومي في بحر البلطيق في 9 سبتمبر. اختتمت التجارب البحرية بهدوء في 11 ديسمبر. تم تكليفها في 28 ديسمبر بعد تسليمها إلى البحرية في 13 ديسمبر.  

### السبعينات
تم تعيين الأدميرال إيزاكوف في الأسطول الشمالي في 16 يناير 1971، تحت قيادة الكابتن ليودفيج أغادجانوف.  بدأت رحلتها إلى الأسطول في أبريل بعد تلقي الذخيرة وإكمال المهام التحضيرية الأخرى، مما أدى إلى عطل في المرجل في بحر النرويج في 19 أبريل. عند وصولها إلى سيفيرومورسك في 22 أبريل، أصبحت جزءًا من اللواء 120 سفن الصواريخ من سرب العمليات السابع للأسطول الشمالي. ظل الأدميرال إيزاكوف يتتبع مجموعة الحاملات التابعة للبحرية الأمريكية في بحر النرويج وبارنتس بين 11 أغسطس و 21 سبتمبر. في 13 ديسمبر غادرت السفينة في رحلة إلى عنابة في البحر المتوسط بين 12 و 17 فبراير. بعد مكوثها فترة في سيفاستوبول للإصلاحات من 5 مارس 1972، عادت إلى سيفيرومورسك في 24 يونيو، على الرغم من فشل الغلاية في 13 يونيو أثناء عبور البحر النرويجي. قام النائب الأول للقائد العام للبحرية أميرال الأسطول فلاديمير كاساتونوف بزيارة السفينة في 6 مارس 1973. 
بعد أن بدأت رحلة بحرية أطلسية أخرى في 22 مارس والتي استمرت حتى 24 نوفمبر، شارك الأدميرال إيزاكوف في تمرين لاجونا، متتبعة التحركات المحتملة لغواصات للناتو في شمال المحيط الأطلسي إلى جانب طراد الصواريخ من الفئة كريستا1 سيفاستوبول والسفينة الأدميرال ماكاروف بين 12 و 29 مايو. خلال التمرين، تم الكشف عن غواصة تابعة للناتو. وزارت مع المدمرة من فئة كانين ديرزكي، هافانا بين 4 أغسطس و 15 أكتوبر. بعد المشاركة في التمرين أوكين-75 في أبريل 1975، عملت في وسط المحيط الأطلسي والبحر الأبيض المتوسط مع طراد الصواريخ الأدميرال زوزوليا بين 1 يونيو و 1 ديسمبر، وزارت عنابة في الفترة من 31 يوليو إلى 4 أغسطس. 
بين أغسطس وأكتوبر 1976، رافق الأدميرال إيزاكوف طراد الطائرات كييف خلال اختبارات أنظمة الصواريخ الأخيرة لهذا الأخير قبالة جزيرة كولجوييف.  في الطقس الصعب، أبحرت إيساكوف إلى جزر لوفوتن مع المدمرة من فئة كاشين سمايشلني وناقلة الزيت جينريك غاسانوف خلال تمرين سيفر-77 في أبريل 1977. بين يونيو 1977 وأبريل 1980، خضعت للإصلاحات والتحديثات في حوض بناء السفن إس أر زد-35 في مورمانسك، والتي تضمنت إضافة عواكس للانفجار النفاث تحت براميل صواريخ في-611 لنظام شتورم. 

### الثمانينات ونهاية الخدمة
بعد الانتهاء من تجديدها، أجرت الأدميرال إيزاكوف تدريبات قتالية في بارنتس والبحار النرويجية، بالقرب من جزر لوفوتين وفاروي. في 27 مايو 1981، صدمت عمدا المدمرة البريطانية أتش أم أس غلاسكو في بحر بارنتس بينما كانت الأخيرة تجمع المعلومات الاستخبارية. كانت الأضرار التي لحقت على متن غلاسكو طفيفة، بعد أن طابق القبطان البريطاني سرعته مع الأدميرال إيزاكوف. رافقت الطراد كيروف مع شقيقتها كرونشتادت والمدمرات سمايشلني و ستروني ، وشاركت في تمرين سبفر-81 بين 9 و 10 يوليو. تم نقل الطراد إلى اللواء 170 لمكافحة الغواصات في 12 فبراير 1982. 
قام الأدميرال إيزاكوف برحلة مرة أخرى إلى المحيط الأطلسي والبحر الأبيض المتوسط بين 27 يوليو و 2 أكتوبر 982 ، بدءًا بتمرين ناتياج المضاد للغواصات في بحر جرينلاند ومرت بيان ماين في 1 أغسطس. بعد المشاركة في التمرين أتول من 6 إلى 8 أغسطس، رافقت السفينة كييف خلال التمرين شايت-82 من 25 سبتمبر إلى 1 أكتوبر. بعد الإصلاحات في سيفاستوبول، الأدميرال إيزاكوف، تحت علم النائب الأول لقائد الأسطول الشمالي نائب الأدميرال فلاديمير كروغليكوف، اتجهت غربًا إلى جانب الفرقاطة رافني و جينريك غاسانوف. زارت هافانا وسيينفويغوس بين 2 و 10 ديسمبر 1982 قبل أن تعود إلى سيفيرومورسك في 21 فبراير 1983. خلال الرحلة، في 16 يناير، اقتربت المجموعة السوفيتية على بعد 50 ميلاً من دلتا نهر المسيسيبي .  رافقت طراد الطائرات نوفوروسيسك خلال رحلة الأخير إلى المحيط الهادئ إلى خط عرض جبل طارق في أكتوبر، مع المدمرات أوتشاياني، أودالوي، وحاملة الزيت جينريك غاسانوف. 
قبل المشاركة في تمرين أتلانتيكا -84 لأفراد القيادة في الفترة من 31 مارس إلى 4 أبريل 1984، عانت من فيضان جزئي لتخزين ذخيرتها أثناء التحضير للتمرين في 20 فبراير. خضعت لعملية تجديد في إس أر زد-35 بين 9 أكتوبر 1986 و 27 أغسطس 1990، وتلقت صواريخ راسترب-بي المحدثة، ونظام الملاحة الفضائية شلايز ونظام الاتصالات الساتلية تسونامي-بي إم. في 1 أكتوبر 1991، أعيد تصميم اللواء 170 ليكون الفرقة 44 المضادة للغواصات. 
بعد حل الاتحاد السوفياتي، تم نقل الأدميرال إيزاكوف إلى البحرية الروسية. بسبب انخفاض التمويل البحري، تم إيقاف تشغيلها في 30 يونيو 1993، وحل الطاقم في 31 ديسمبر؛ تم خفض الراية البحرية للمرة الأخيرة في 14 يناير 1994. في منتصف عام 1994، تم بيع السفينة إلى شركة هندية للتخريد، ولكن غرقت أثناء القطر. 
خلال مسيرتها، تم منح الأدميرال إيزاكوف الأرقام التكتيكية المؤقتة 587 و 251 و 298 و 550 و 549 و 647 (من 1990) و 672. 

### اقتباسات
1. 1 2 3 4 5 6 7 8 9  Hampshire 2017.
2. ↑  Gardiner, Chumbley & Budzbon 1995.
3. 1 2 3 4 5 6 7 8 9 10 11 12  Averin 2007.
4. 1 2  Pavlov 1995.
5. 1 2 3 4  Chant 1987.
6. ↑  Belov 2015.
7. ↑  "admiral+isakov" "2 Soviet Ships Maneuvered Off Louisiana". Los Angeles Times. UPI. 15 فبراير 1983. ص. 2. مؤرشف من الأصل في 2020-07-05.

### فهرس
- Averin, A.B. (2007). [Admirals and Marshals: Ships Project 1134 and 1134A] (بالروسية). Moscow: Voennaya Kniga. ISBN:978-5-902863-16-8. {{استشهاد بكتاب}}: |trans-title= بحاجة لـ |title= أو |script-title= (help) and الوسيط |عنوان أجنبي= and |عنوان مترجم= تكرر أكثر من مرة (help)
- Belov, Gennady (2015). [Atlantic Squadron, 1968–2005] (بالروسية). Moscow: Gorizont. ISBN:978-5-9906772-5-8. {{استشهاد بكتاب}}: |trans-title= بحاجة لـ |title= أو |script-title= (help) and الوسيط |عنوان أجنبي= and |عنوان مترجم= تكرر أكثر من مرة (help)
- Chant، Christopher (1987). A Compendium of Armaments and Military Hardware. Abingdon, United Kingdom: Routledge. ISBN:978-0-4157-1072-5.
- Gardiner، Robert؛ Chumbley، Stephen؛ Budzbon، Przemysław (1995). Conway's All the World's Fighting Ships 1947-1995. Annapolis, Maryland: Naval Institute Press. ISBN:1-55750-132-7. {{استشهاد بكتاب}}: الوسيط غير المعروف |last-author-amp= تم تجاهله يقترح استخدام |name-list-style= (مساعدة)
- Hampshire، Edward (2017). Soviet Cold War Guided Missile Cruisers. New Vanguard 242. Oxford: Osprey Publishing. ISBN:978-1-4728-1740-2.
- Pavlov, Alexander (1995). [Warships of Russia and the Soviet Union, 1945–1995: Handbook] (بالروسية). Yakutsk: Sakhapoligradizdat. OCLC:464542777. {{استشهاد بكتاب}}: |trans-title= بحاجة لـ |title= أو |script-title= (help) and الوسيط |عنوان أجنبي= and |عنوان مترجم= تكرر أكثر من مرة (help)

## روابط خارجية
- باللغة الروسية Admiral Isakov on navsource.narod.ru (with photos)